# Zarzaquemada
Zarzaquemada es el distrito más poblado (y más densamente) del municipio de Leganés en la Comunidad de Madrid, España. Según el padrón de 2024 posee 62.000 habitantes, casi un 30% de la población de Leganés. Es el cuarto distrito del municipio. Su código postal es 28915. Fue construido durante los años 70 y su composición social es mayoritariamente de clase obrera.

## Situación y transportes
Zarzaquemada limita al este con el barrio de El Carrascal, al sur y sureste con el polígono industrial de Nuestra Señora de Butarque, al norte con el barrio de Leganés Norte, al oeste y suroeste con los barrios de los Santos y las Flores respectivamente y al noroeste con San Nicasio y el Quinto Centenario.

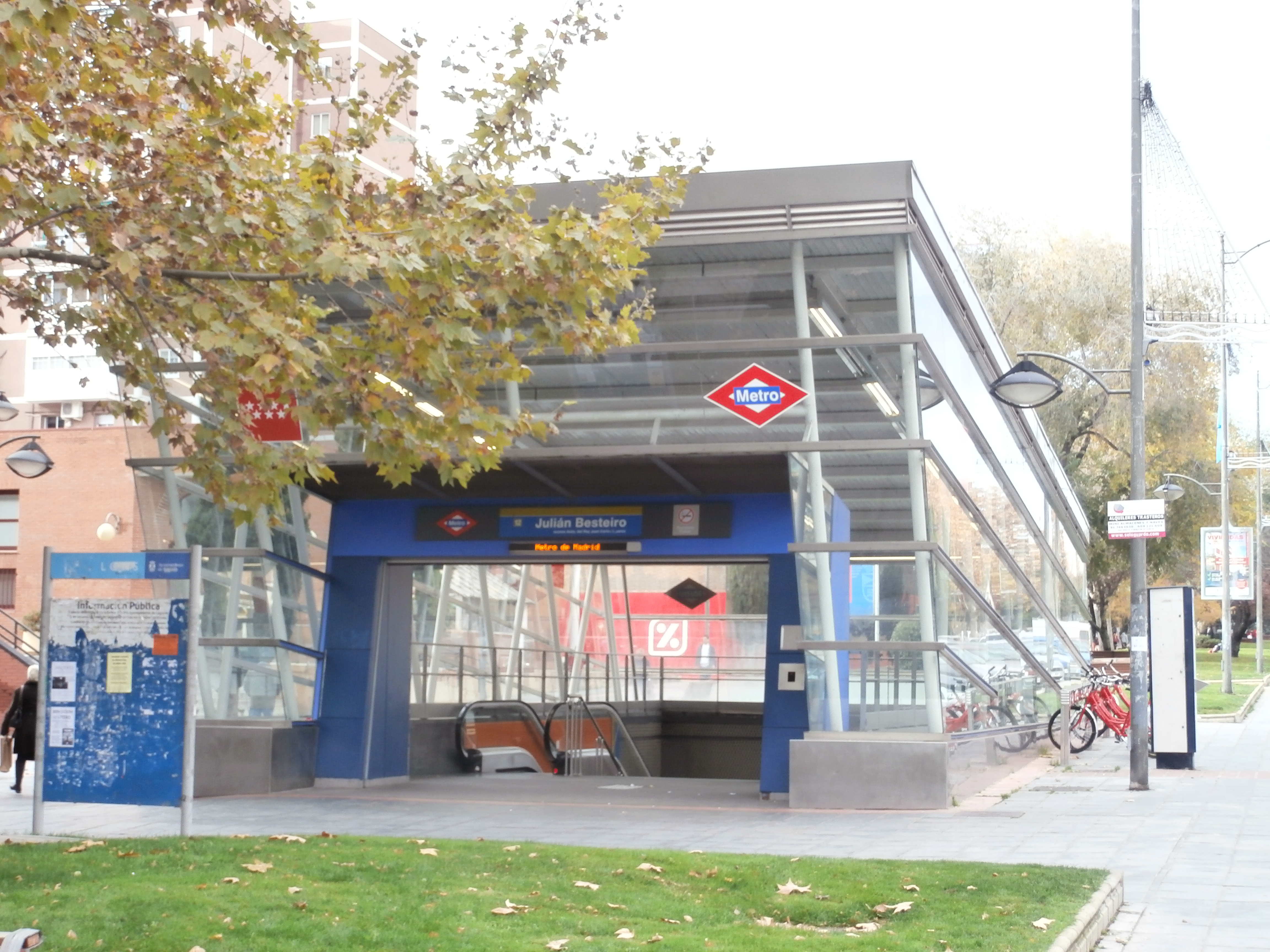
Estación Julián Besteiro

- Tren: Línea de cercanías , estación Zarzaquemada.
- Metro: Línea  estación Julián Besteiro
- Autobuses: Líneas 1, 432, 480, 481, 483, 484, 485, 488, 497, N802, N804. A excepción de la línea 432, operada por la empresa Avanza Movilidad Integral, el resto de líneas, son operadas por la empresa Martín, S.A..

- Carreteras:  M-402  (hacia Villaverde),  M-421  y  M-425  (hacia Carabanchel) y  M-406  hacia Getafe.

### Límites
| Noroeste: San Nicasio y Quinto Centenario | Norte: Leganés Norte                        | Noreste: Leganés Norte                          |
| Oeste: Centro (Barrio de los Santos)      |                                             | Este: El Carrascal                              |
| Suroeste: Centro (Barrio de las Flores)   | Sur: Polígono de Nuestra Señora de Butarque | Sureste: Polígono de Nuestra Señora de Butarque |

## Urbanismo

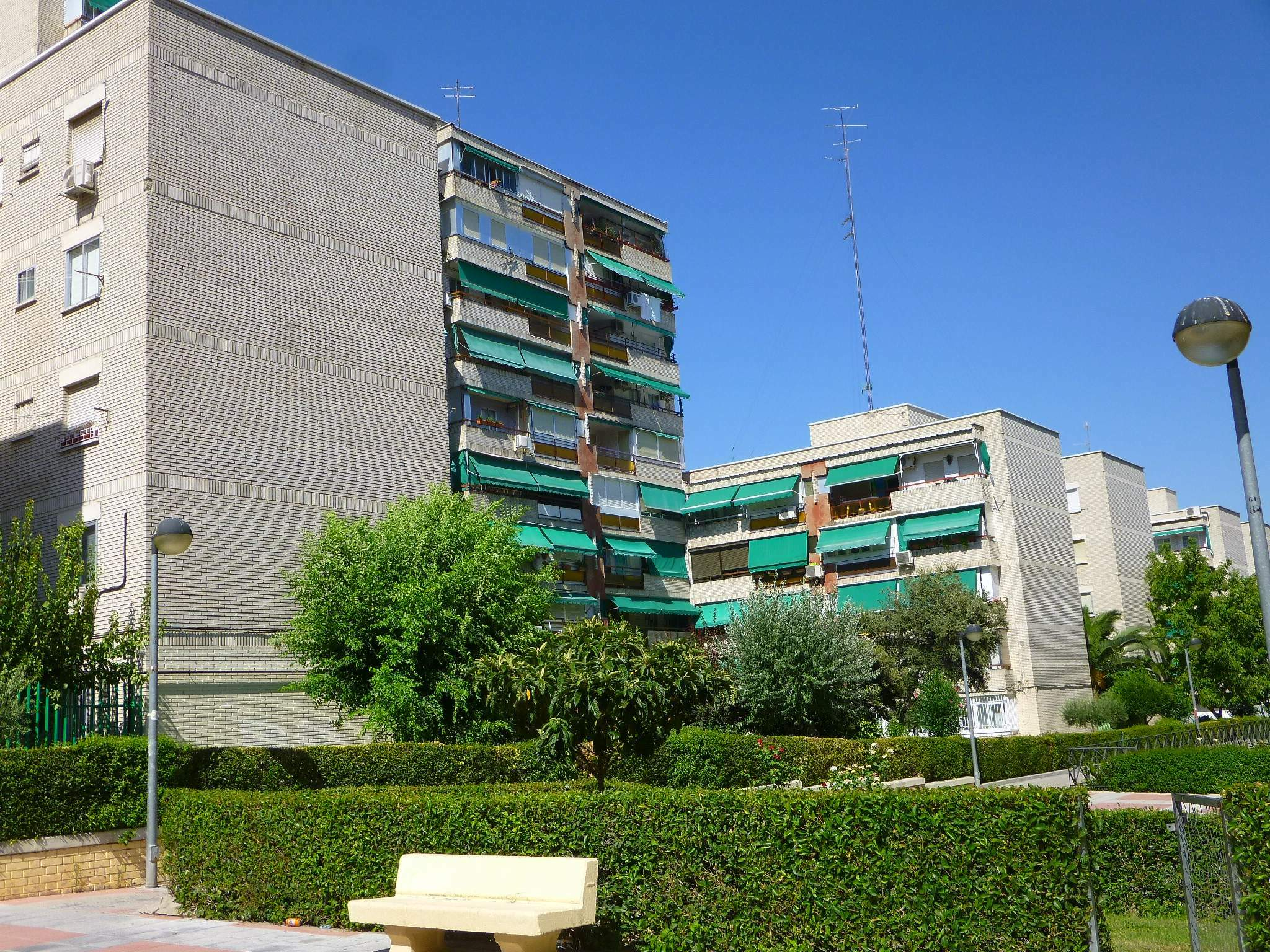
Bloque de viviendas típico del barrio

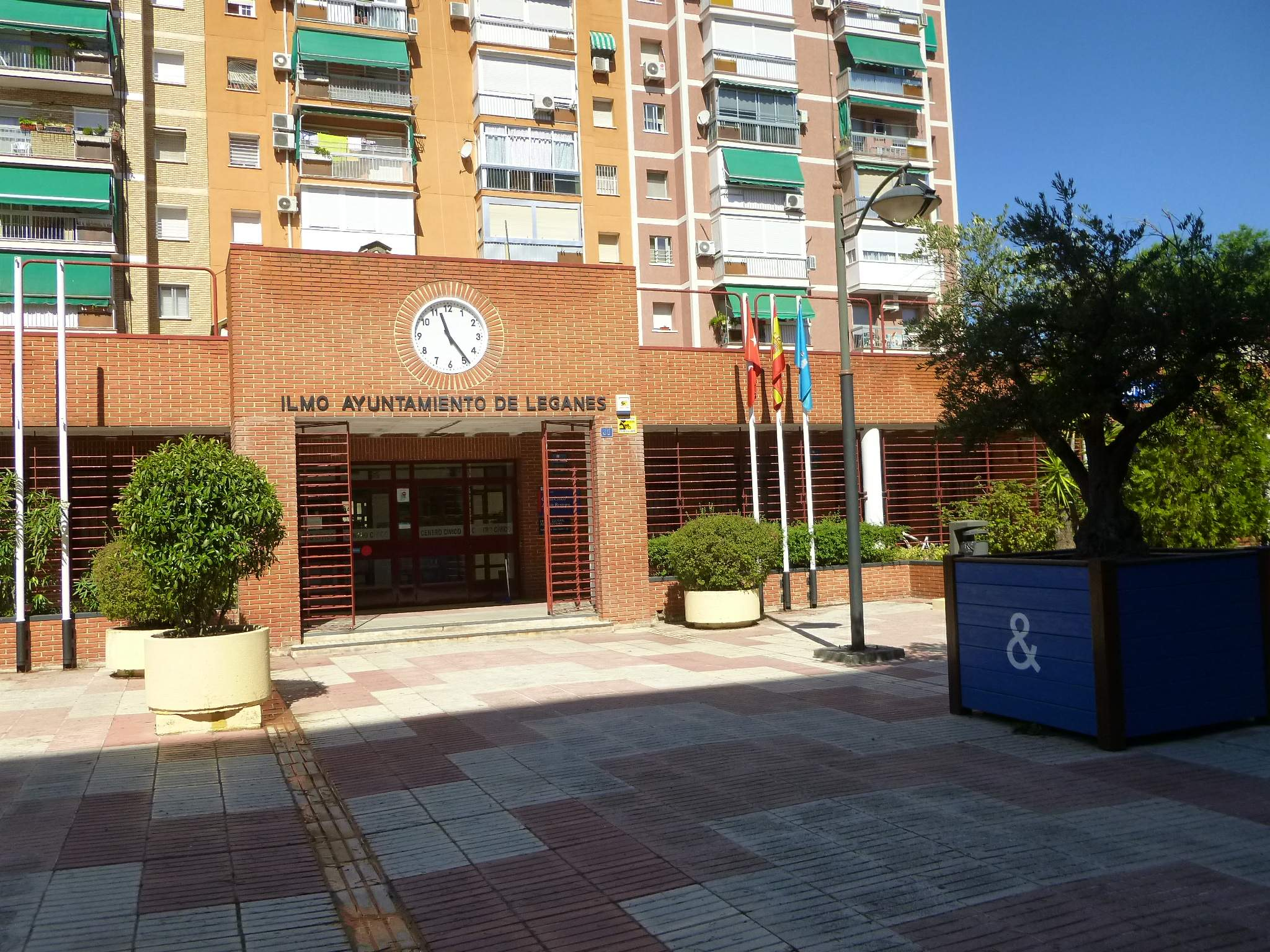
El Centro Cívico Julián Besteiro

El barrio se extiende sobre una superficie de 1,17 kilómetros cuadrados. Fue construido en su mayor parte durante los años 70 con bloques de pisos muy elevados, generalmente de 10 alturas, donde viven familias de clase obrera. Existen zonas que se alcanzan las 300 viviendas por hectárea. Zarzaquemada es una expansión de Leganés hacia el Este, paralela y delimitada por la carretera de Villaverde (al sur) y la línea ferroviaria de cercanías (al norte). 
En la actualidad sufre graves problemas de aparcamiento. Así el barrio está rodeado por los parques de Picasso y de La Chopera por un lado, y por grandes equipamientos como el Pabellón Europa, el polideportivo o numerosos colegios e institutos que se encuentran y son de uso compartido con otros distritos.

## Servicios públicos y lugares de interés
- Centro Cívico Julián Besteiro.
- Biblioteca Álvarez
- Oficina de Correos.
- Iglesias católicas: Nuestra Señora de Zarzaquemada (La Sagra, 10) y Virgen Madre (Los Pedroches, 3).
- CTIF Madrid Sur (antiguo Centro de Apoyo al Profesorado de Leganés)
- Dirección de Área Territorial Madrid Sur
- Residencia Infantil Leganés

## Política
En las elecciones municipales celebradas en 2007, se obtuvieron en el distrito de Zarzaquemada los siguientes resultados: PSOE, 11.644 (41,3%); PP, 10.256 (36,4%); IU, 3.742 (13,3%); ULEG, 1.454 (5,2%).